# Харыялах (Хангаласский улус)
Харыяла́х (якут. Харыйалаах) — село в Хангаласском улусе Республики Саха (Якутия) России. Входит в состав Тит-Аринского наслега.

## География
Село находится на юге центральной части Якутии, на острове Тит-Ары, расположенном посреди реки Лена, на расстоянии примерно 63 км (по прямой) к юго-западу от города Покровск, административного центра улуса.
Климат
Климат характеризуется как резко континентальный. Средняя температура воздуха самого тёплого месяца (июля) составляет 19 °C; самого холодного (января) — −40 °C. Среднегодовое количество атмосферных осадков составляет 200—350 мм.
Часовой пояс
Село Харыялах находится в часовой зоне МСК+6. Смещение применяемого времени относительно UTC составляет +9:00.

## Население
| 2002 | 2010 | 2021 |
| ---- | ---- | ---- |
| 8    | →8   | ↘4   |

Половой состав
По данным Всероссийской переписи населения 2010 года, в гендерной структуре населения мужчины составляли 62,5 %, женщины — соответственно 37,5 %.
Национальный состав
Согласно результатам переписи 2002 года, в национальной структуре населения якуты составляли 87 % из 8 чел.

## Улицы
Уличная сеть села состоит из двух улиц (Луговая и Набережная).